# Памятник лётчикам французского авиаполка «Нормандия-Неман»
Памятник «Нормандия-Неман» — памятник лётчикам авиаполка «Нормандия-Неман» в Москве, открыт 10 октября 2007 года. Скульптор — А. Н. Ковальчук.
Адрес: Москва, улица 1-й Краснокурсантский проезд.

## История
Нормандия-Неман — французский авиационный полк, который воевал во время Второй мировой войны на советско-германском фронте с 1943 по 1945 год. В 1942 году Французский комитет «Сражающаяся Франция» отправил группу лётчиков и авиационных механиков СССР для сражения с Германией. 12 ноября 1942 года СССР согласился принять помощь ВВС Франции. Затем, 25 ноября 1942 года СССР подписал договор о создании французско-советской эскадрильи, созданной 4 декабря 1942 года в Иваново. По просьбе самой сформированной части её назвали «Нормандия» в честь наиболее пострадавшей от нацистов провинции Франции. Этим полком было совершено более 5000 боевых вылетов, проведено 900 воздушных боёв и сбито более 270 немецких самолётов.

## Технические данные
Скульптор — А. Н. Ковальчук, архитекторы — М.В. Корси, А.К Тихонов. Открытие памятника приурочено к 65-й годовщине создания 18-го гвардейского Витебского дважды Краснознаменного орденов Суворова и Почётного легиона совместного полка «Нормандия-Неман». Место установки выбрано не просто так, поскольку неподалёку находится Введенское кладбище, на котором были похоронены (до их перезахоронения на родине) лётчики полка «Нормандия-Неман», погибшие на фронтах Великой Отечественной войны в 1941—1945 годах. Главной задумкой данной композиции, по мнению автора Андрея Ковальчука, является единство двух народов (России, Франции). Концепция памятника: лётчики идут после успешного боевого вылета по взлётно-посадочной полосе. Андрей Ковальчук в памятнике атрибутами показывает национальную принадлежность лётчиков. Так, француза характеризует шарф, обмотанный вокруг его шеи, а русский лётчик одет в советскую лётную куртку.